# 摩爾多瓦在歐洲青少年歌唱大賽之歷年表現
摩爾多瓦在歐洲青少年歌唱大賽的參賽歷史始於在白俄羅斯明斯克舉辦的2010年第八屆歐洲青少年歌唱大賽，到2013年最近一次參賽為止已參加了4次大賽。歐洲廣播聯盟（EBU）正式會員摩爾多瓦廣播電視公司（TRM）負責該國的選拔與參賽事宜。

## 歷史
2010年6月30日，TRM宣布首次參加歐洲青少年歌唱大賽。摩爾多瓦是自亞美尼亞、保加利亞、喬治亞和立陶宛於2007年首次亮相以來第一個首次亮相的國家。自2010年以來，摩爾多瓦參加了四次大賽，最後一次是在2013年。
2011年代表摩爾多瓦參賽的選手列麗卡以歌曲〈不、不〉排名第六名，為摩爾多瓦至今最好的成績。列麗卡在下一年代表俄羅斯以歌曲〈轟動〉出賽，最終排名殿軍。這是第二次有前選手重返賽場的情況，更是第一次有選手代表過不同國家的情況。
2014年，有傳聞指出摩爾多瓦2012年的參賽選手丹尼斯·米多內（Denis Midone）將以歌曲〈Spune Mi Ceva (Chemistry)〉再次出賽，但最終摩爾多瓦沒有出現在當年的參賽名單中，截至2022年摩爾多瓦也沒有再次參賽。

## 參賽者
以下是代表摩爾多瓦參加大賽的所有選手與歌曲的列表，其中文名稱皆非官方中譯：
| 年份          | 參賽選手                        | 歌曲                          | 語言             | 排名     | 得分     |
| ------------- | ------------------------------- | ----------------------------- | ---------------- | -------- | -------- |
| 2010年        | 斯特凡·羅斯科萬 Ștefan Roșcovan | 〈阿里巴巴〉 〈Ali Baba〉     | 羅馬尼亞語、英語 | 8        | 54       |
| 2011年        | 列麗卡 Lerika                   | 〈不、不〉 〈No, No〉         | 羅馬尼亞語、英語 | 6        | 78       |
| 2012年        | 丹尼斯·米多內 Denis Midone      | 〈一切都會〉 〈Toate vor fi〉 | 羅馬尼亞語、英語 | 10       | 52       |
| 2013年        | 拉斐爾·博貝卡 Rafael Bobeica    | 〈如何成為〉 〈Cum să fim〉   | 羅馬尼亞語、英語 | 11       | 41       |
| 2014年–2024年 | 沒有參賽                        | 沒有參賽                      | 沒有參賽         | 沒有參賽 | 沒有參賽 |

## 評論員與唱票員
| 年份          | 評論員                         | 唱票員                             |
| ------------- | ------------------------------ | ---------------------------------- |
| 2010年        | 魯薩琳娜·魯蘇（Rusalina Rusu） | 寶拉·帕拉希夫（Paula Paraschiv）   |
| 2011年        | 魯薩琳娜·魯蘇（Rusalina Rusu） | 斯特凡·羅斯科萬                    |
| 2012年        | 魯薩琳娜·魯蘇（Rusalina Rusu） | 費爾西亞·根南奇（Felcia Genunchi） |
| 2013年        | 魯薩琳娜·魯蘇（Rusalina Rusu） | 丹尼斯·米多內                      |
| 2014年–2024年 | 沒有轉播                       | 沒有參賽                           |